# Alex Michelsen
Alex Michelsen (født 25. august 2004 i Aliso Viejo, Californien, USA) er en professionel tennisspiller fra USA.